# عبد السلام أديب
عبد السلام أديب (مواليد سنة 1957) باحث جامعي مغربي في الاقتصاد والمالية والسياسة وعلم الاجتماع. وهو أيضًا نقابي في الاتحاد المغربي للشغل (UMT)، وهو الكاتب العام للنقابة الوطنية لموظفي وأعوان وزارة الاقتصاد والمالية منذ يونيو 2007.

## مسيرته
ولد عبد السلام أديب في عام 1957 في بلدة أجدير، وعاش في الرباط منذ عام 1961.
هو ناشط في مجال حقوق الإنسان، وعضو في الجمعية المغربية لحقوق الإنسان (AMDH) منذ عام 1995. بين عامي 2003 و 2010، أصبح رئيس فرع الجمعية المغربية لحقوق الإنسان الرباط، وعضو في اللجنة الإدارية للهيئة.